# Place Théodore-Rivière
La place Théodore-Rivière est une place située dans le quartier d'Auteuil du 16e arrondissement de Paris.

## Situation et accès
La place Théodore-Rivière est desservie par la ligne 10 à la station Église d'Auteuil.
Elle jouxte la place de l'Église-d'Auteuil.

## Origine du nom
Elle porte le nom du sculpteur Théodore Rivière (1857-1912).

## Historique
La place est créée sur l'emprise des voies qui la bordent et prend sa dénomination actuelle par un arrêté du 24 décembre 1930.

## Galerie

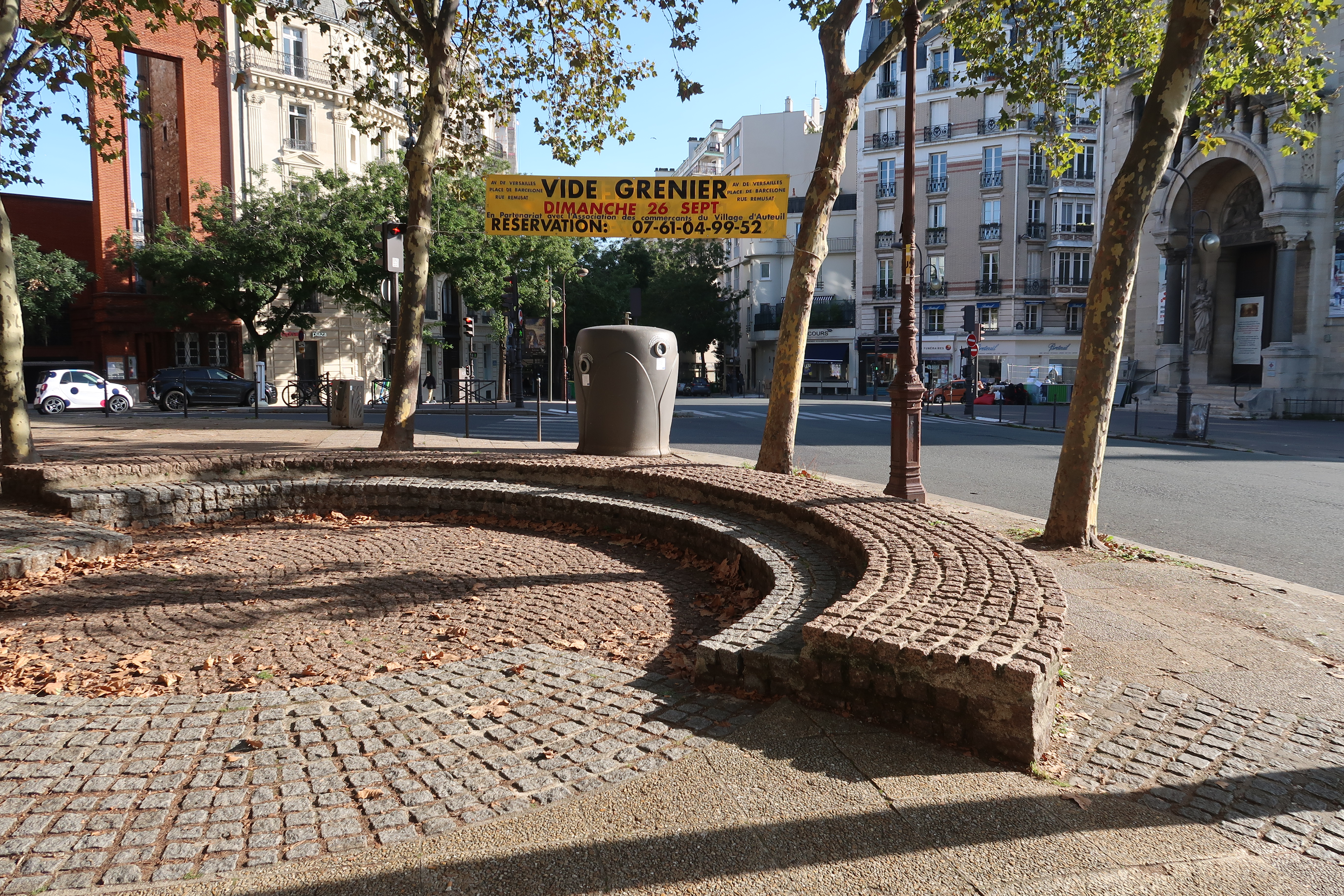
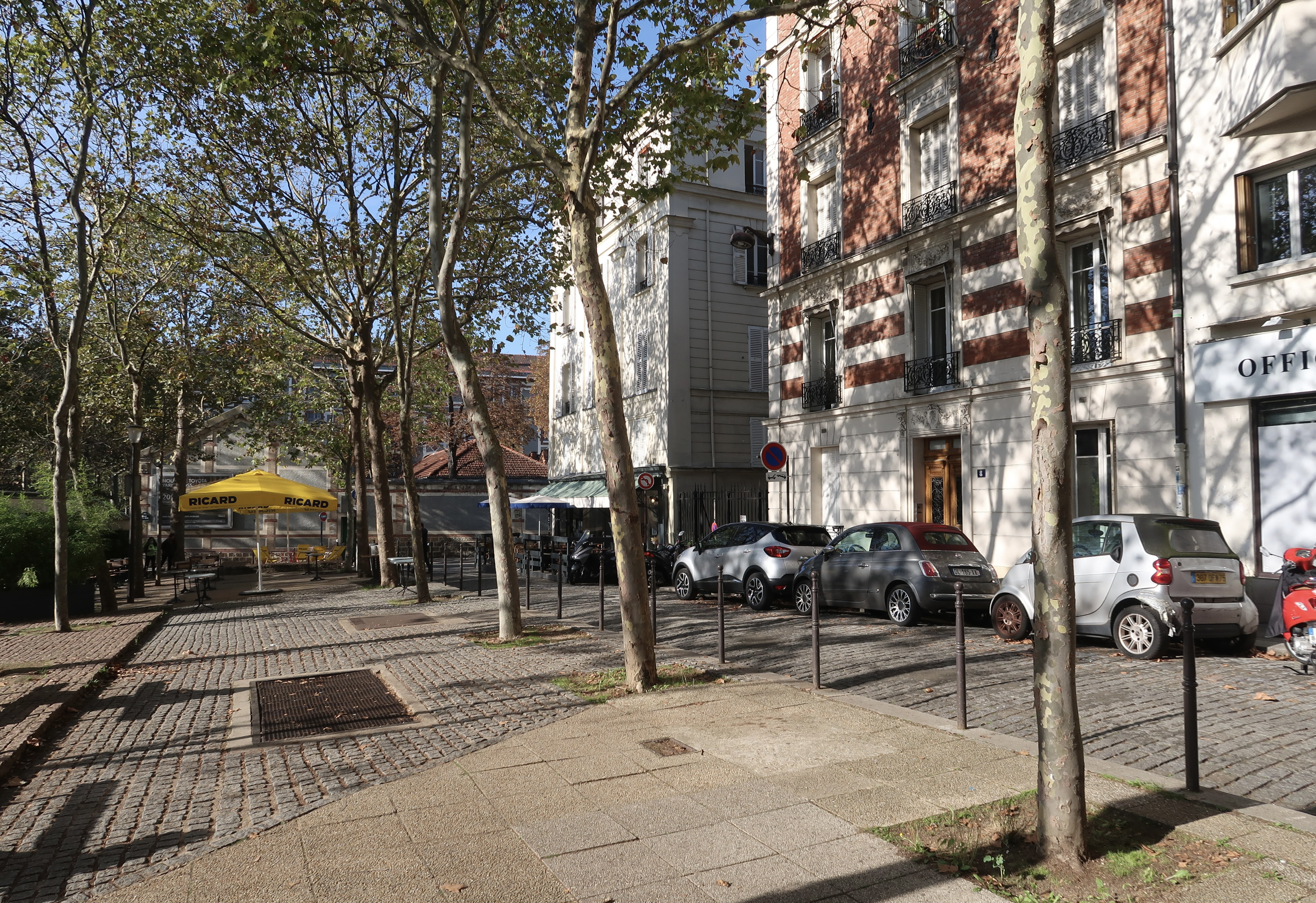

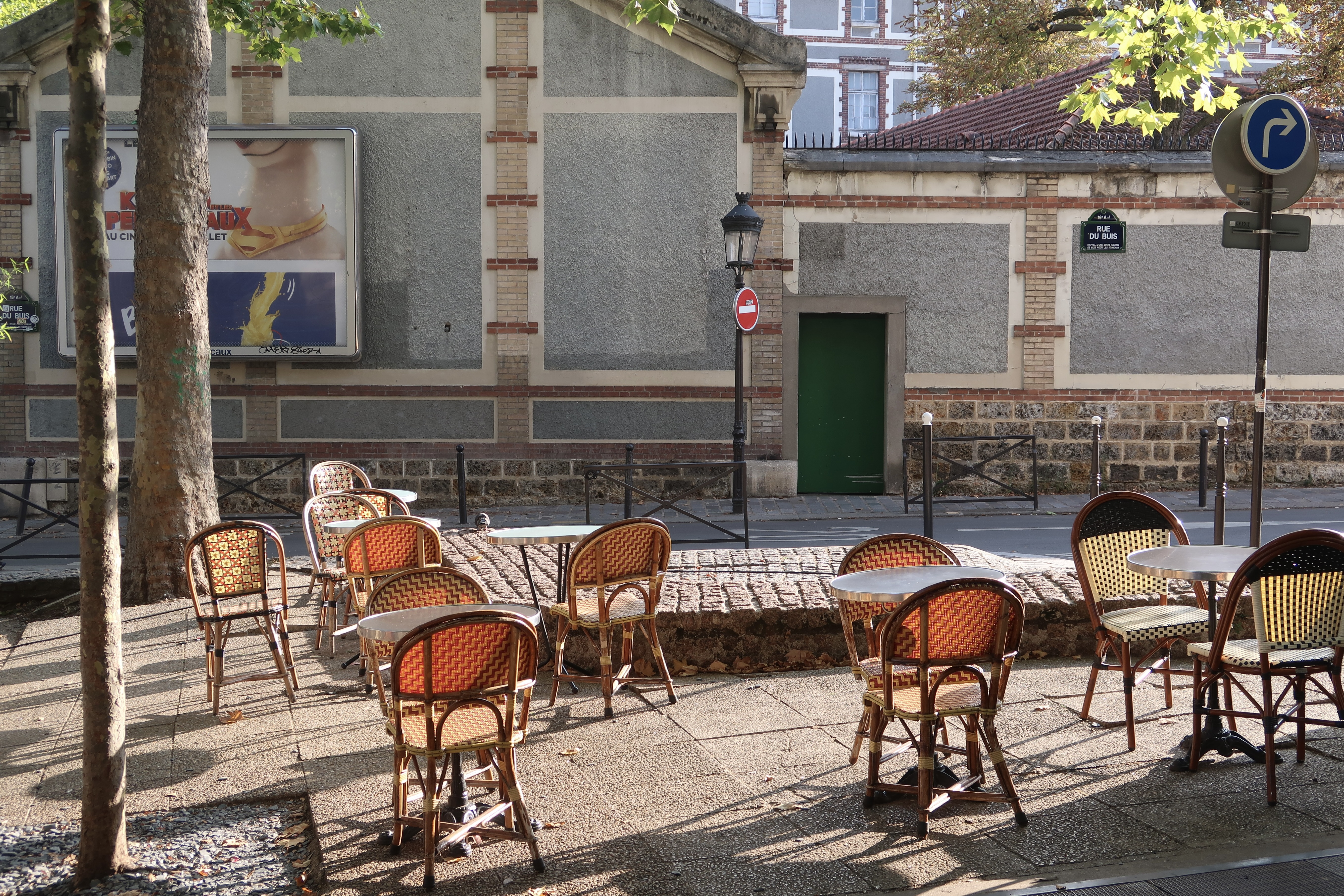
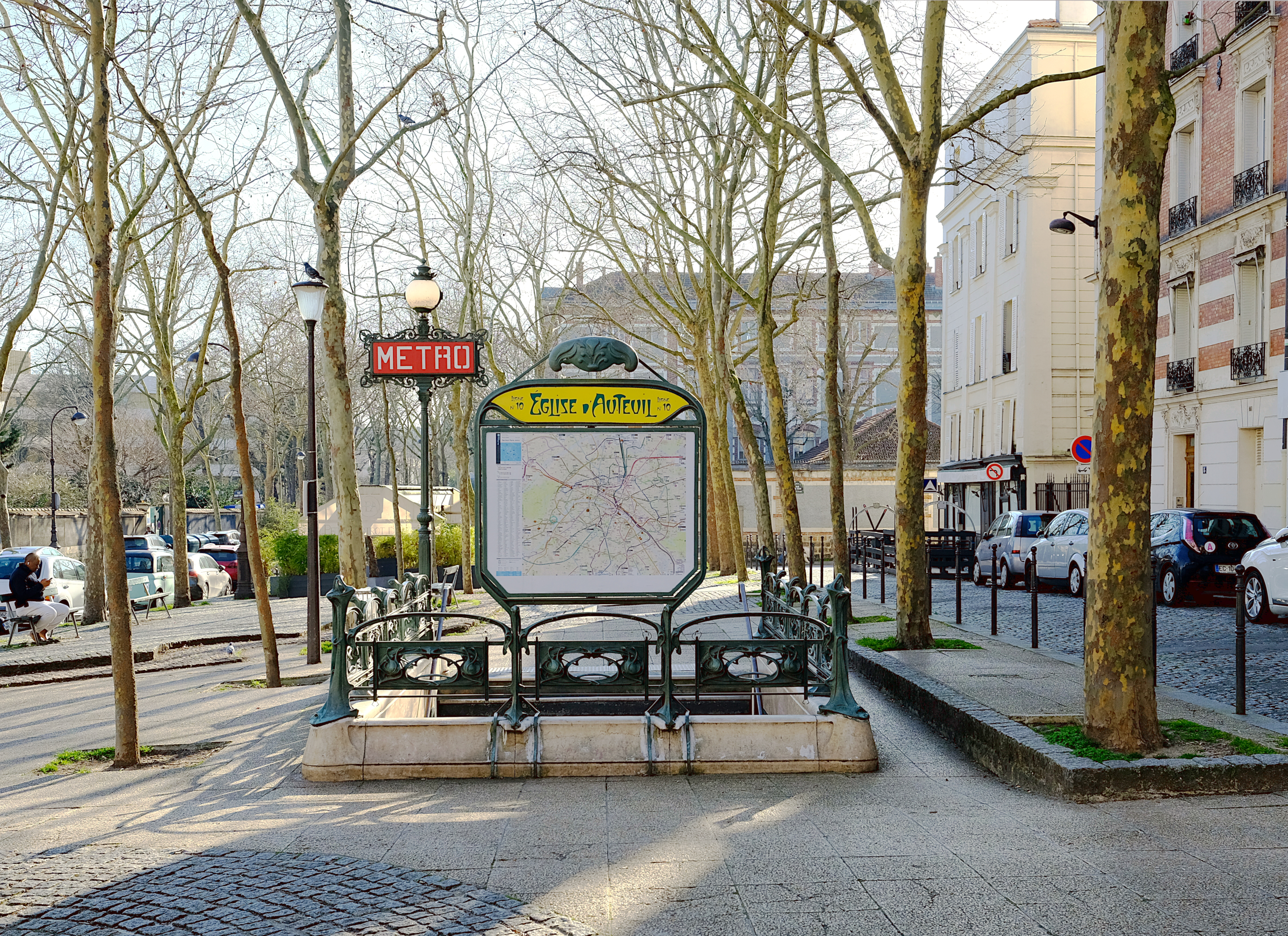
Entrée de métro située sur la place.